# ガイ リザード装甲指揮車
ガイ・リザード装甲指揮車（ガイ・リザードそうこうしきしゃ）は第二次世界大戦中に生産された、イギリス陸軍の指揮車輌である。
21輌がガイ・モータースで作られ、1940年に少数車輛がイギリスのフランス遠征軍で使用された。ごくわずかの車輛が、北アフリカ戦線で、第7装甲師団により雇用された。